# Gnjidača
Gnjidača (gnjidasta trava; lat. Gastridium), biljni rod  iz porodice trava  rasprostranjen od kanarskih otoka na istok do Kavkaza i Irana, te po dijelovima Afrike.
Postoje tri priznate vrste od kojih jedna raste i u Hrvatskoj, to je trbušasta ili ispupčena gnjidača, G. ventricosum.

## Vrste
1. Gastridium lainzii (Romero García) Romero Zarco
2. Gastridium phleoides (Nees & Meyen) C.E.Hubb.
3. Gastridium ventricosum (Gouan) Schinz & Thell.